# Carretera Austral

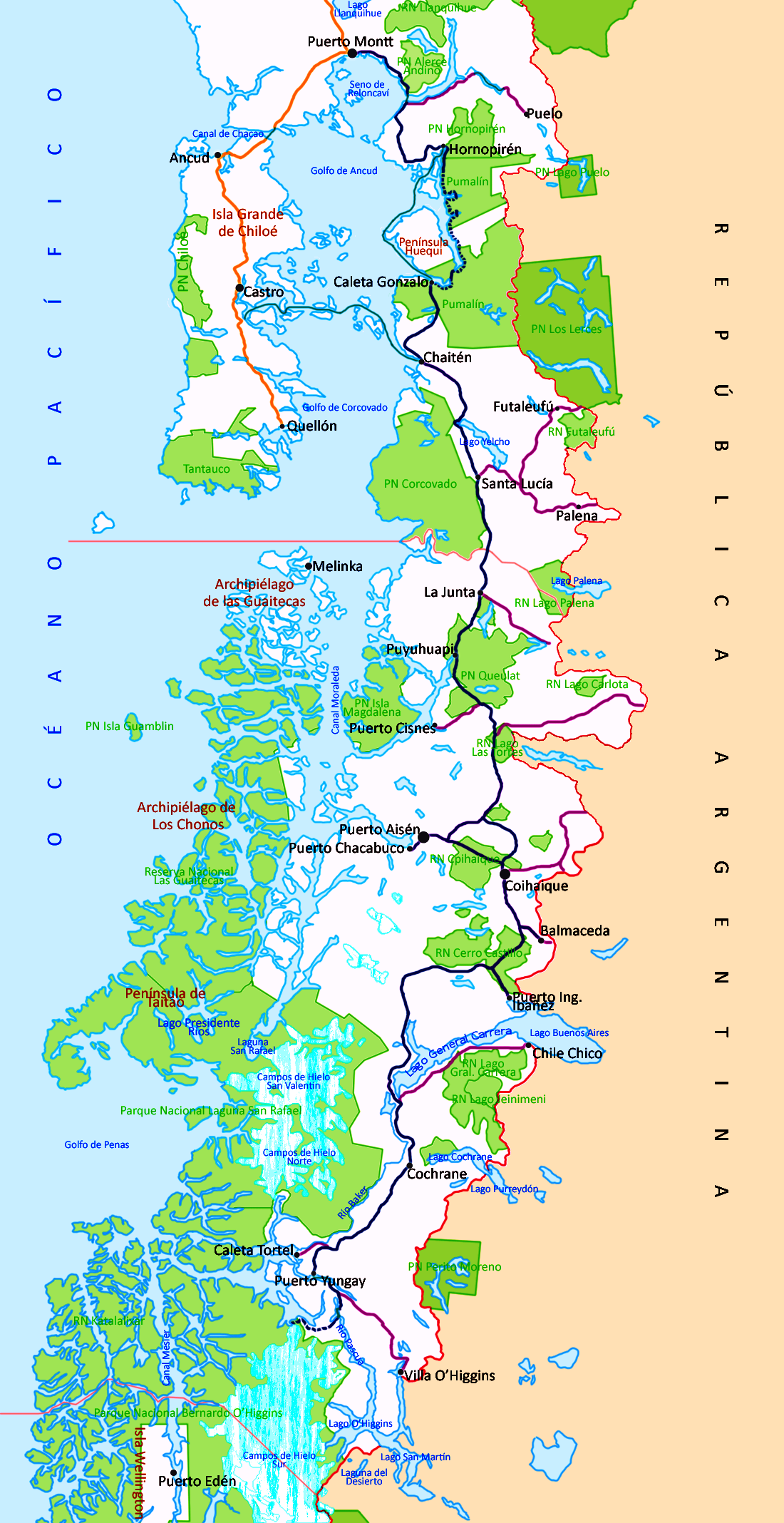
Karta över Carretera Austral

Carretera Austral (CH-7) är namnet på Chiles riksväg 7. Vägen sträcker sig cirka 1 240 kilometer från Puerto Montt till Villa O'Higgins genom landsbygden i Patagonien.
Carretera Austral ger åtkomst till Región de Aisén och södra delen av Región de Los Lagos. Dessa områden är glest befolkade och trots sin längd, ger Carretera Austral tillgång till endast cirka 100 000 personer. Riksvägens norra del börjar i Puerto Montt. Coyhaique, med 44 850 invånare, är den största staden längs vägen.

## Historik
Byggandet av riksvägen påbörjades 1976 under Augusto Pinochets diktatur  och syftet var att förbinda ett antal avlägsna samhällen. Dessförinnan, på 1950-talet och 1970-talet, hade misslyckade försök gjorts att bygga tillfartsvägar i regionen. Vägen är ett av de mest ambitiösa infrastrukturprojekt som genomförts i Chile under 1900-talet.
Carretera Austral har en strategisk betydelse eftersom landområden är svårtillgängliga i en betydande del av Chiles södra territorium. Detta område kännetecknas av tjocka skogar, fjordar, glaciärer, kanaler och branta berg. Åtkomst från havet och luften är också komplicerad på grund av extrema vinterförhållanden. Under årtionden var de flesta av landtransporterna tvungna att korsa gränsen till Argentina för att nå Chiles Patagonien. Dessa svårigheter fördjupades under 1970-talet på grund av Beagle-konflikten. För att stärka den chilenska närvaron i dessa isolerade områden och se till att området anslöts till resten av landet, planerade regeringen byggandet av denna väg, som utfördes av den chilenska arméns ingenjörstrupper. Mer än 10 000 soldater var med i detta arbete och många av dessa förlorade sina liv.
Riksvägen öppnades för trafik år 1988. År 1996 fullbordades sträckan till Puerto Yungay. De sista 100 kilometerna till Villa O'Higgins öppnades år 2000. År 2003 färdigställdes en förgreningsväg till Caleta Tortel.

## Platser utmed Carretera Austral
- Puerto Montt
- Seno Reloncaví
- Hornopirén nationalpark
- Lago Yelcho
- Pumalin Park
- Chaitén
- Queulat nationalpark
- Coyhaique
- Balmaceda
- Rio Ibañez
- Reserva Nacional Cerro Castillo
- Cerro Castillo
- Lago General Carrera
- Cochrane
- Río Baker
- Caleta Tortel
- Villa O'Higgins

## Färjeöverfarter
Att resa hela vägen kräver överfarter med tre färjor:
1. 30-minuters resa cirka 45 kilometer söder om riksvägens början vid Puerto Montt.
2. 5-timmars resa från Volcán Hornopirén (110 kilometer söder om Puerto Montt) till Caleta Gonzalo.
3. 50-minuters resa från Puerto Yungay till Rio Bravo, ansluter till riksvägens sista 100 kilometer.

## Nuvarande aktivitet
Från början var vägen helt oasfalterad, men för varje år har alltfler sektioner blivit asfalterade. År 2008 saknade merparten av vägen beläggning.
5 oktober 2006 tillkännagavs byggandet av en väg mellan Volcán Hornopirén och Chaitén som ska korsa Pumalin Park. Projektet beräknas kosta cirka 100 miljoner US-dollar.
Det finns också en plan för att förlänga vägen till Región de Magallanes, som fortfarande saknar inhemska vägförbindelse till resten av Chile. Detta innebär att en 935 kilometer lång förgrening byggs Rio Bravo-Ventisquero Jorge Montt-Puerto Natales, med nio planerade färjekorsningar. I januari 2007 hade byggandet av vägsträckan Bravo-Ventisquero Montt påbörjats, med en förgrening från punkten vid huvudvägen Rio Bravo-Villa O'Higgins 48°00′S 73°08′V / 48.00°S 73.13°V.

## Bildgalleri

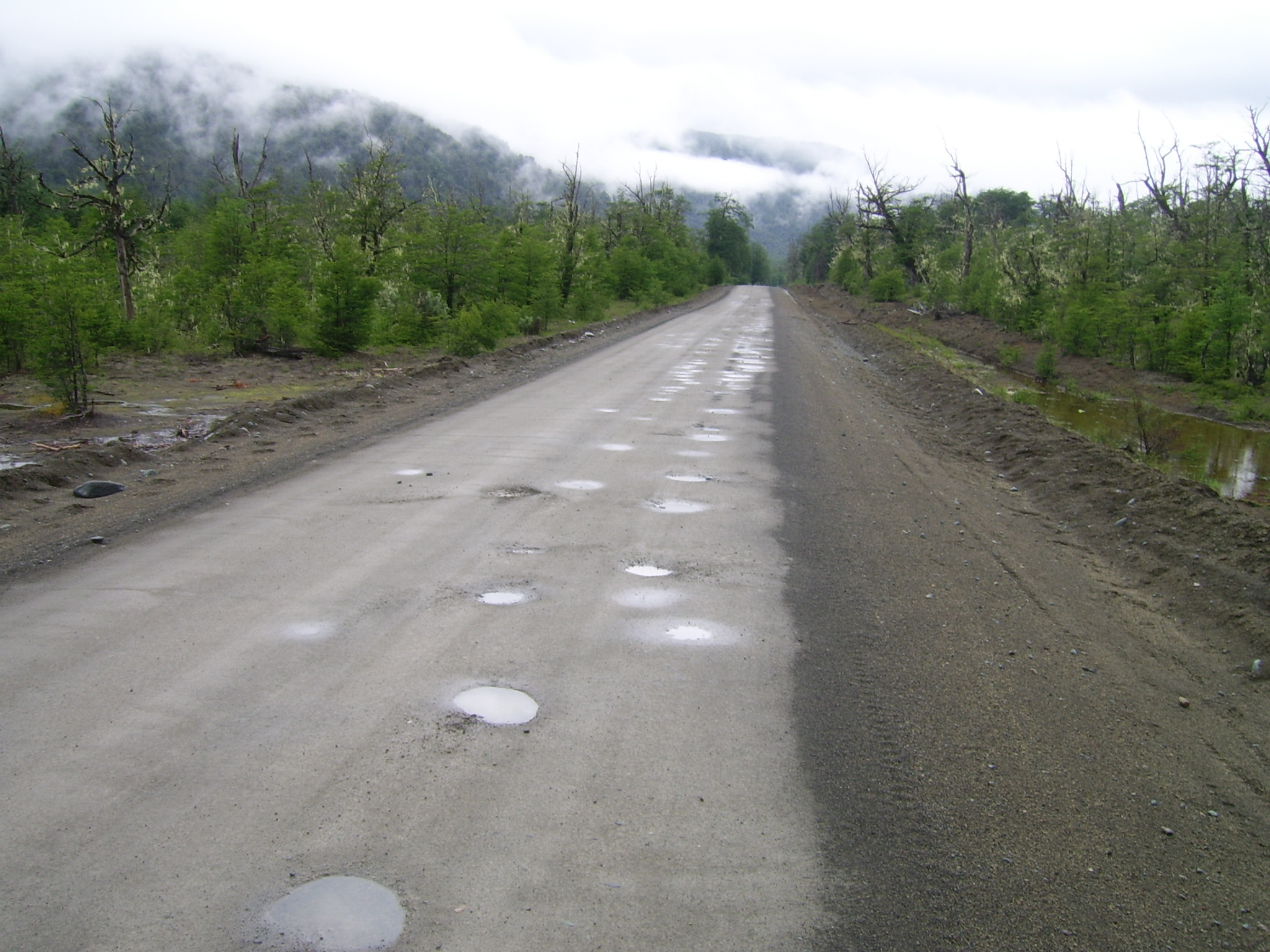
Carretera Austral nära Caleta Gonzalo.
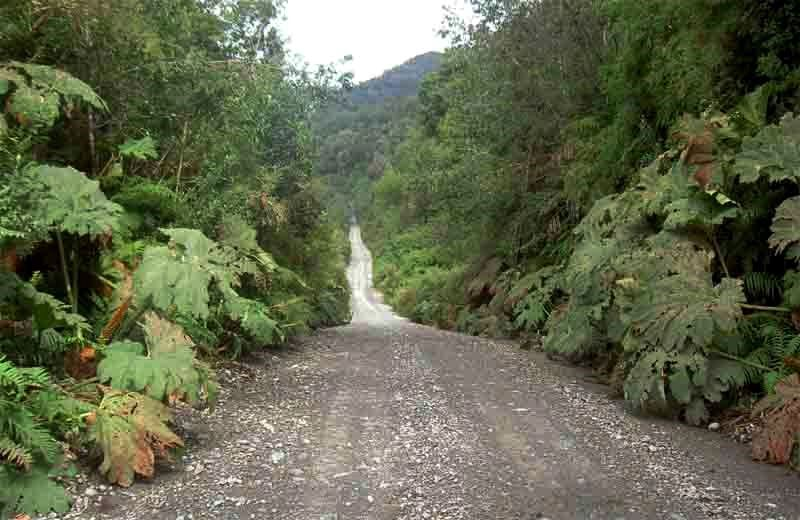
Carretera Austral nära Caleta Gonzalo.
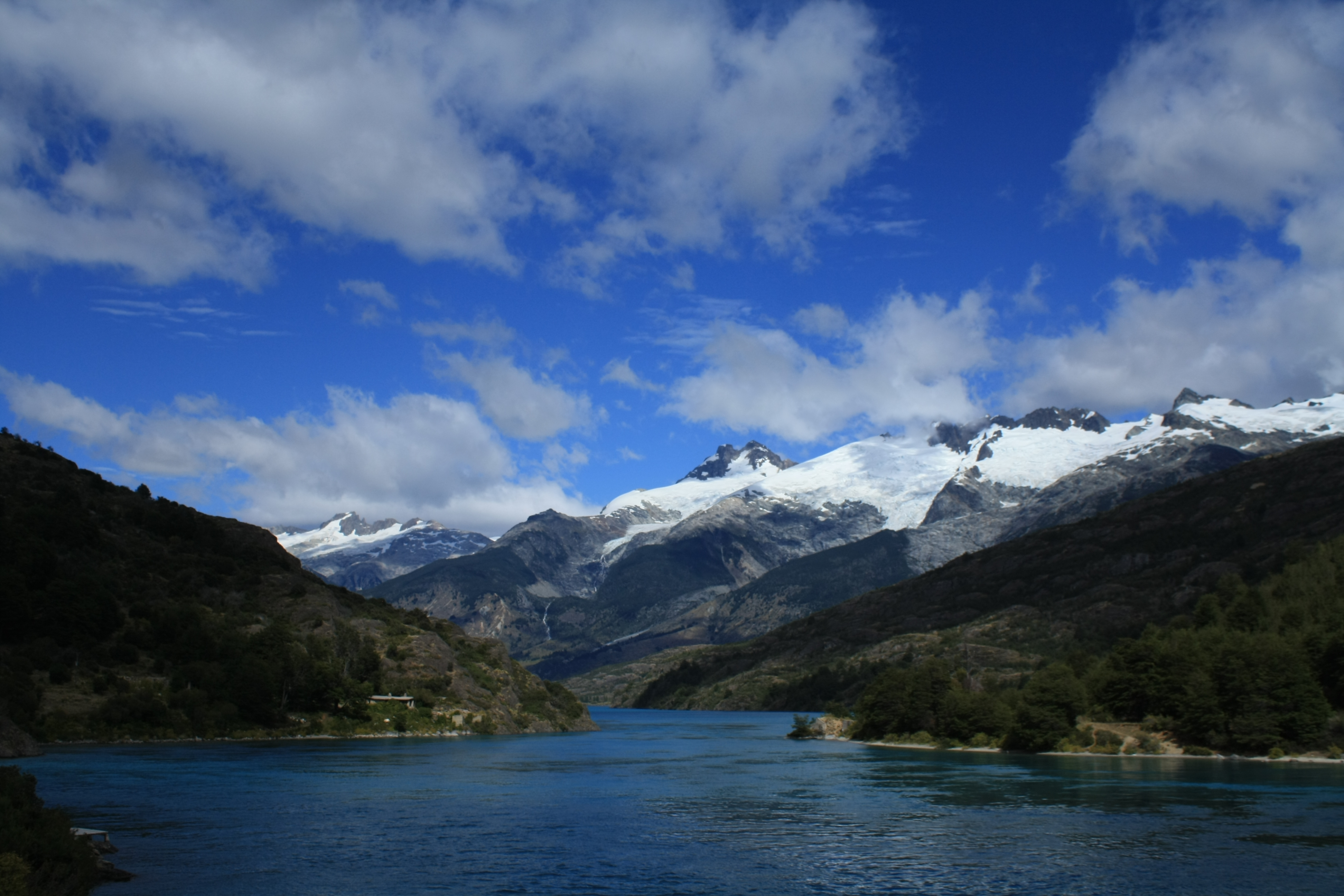
Utsikt från General Carrera-bron
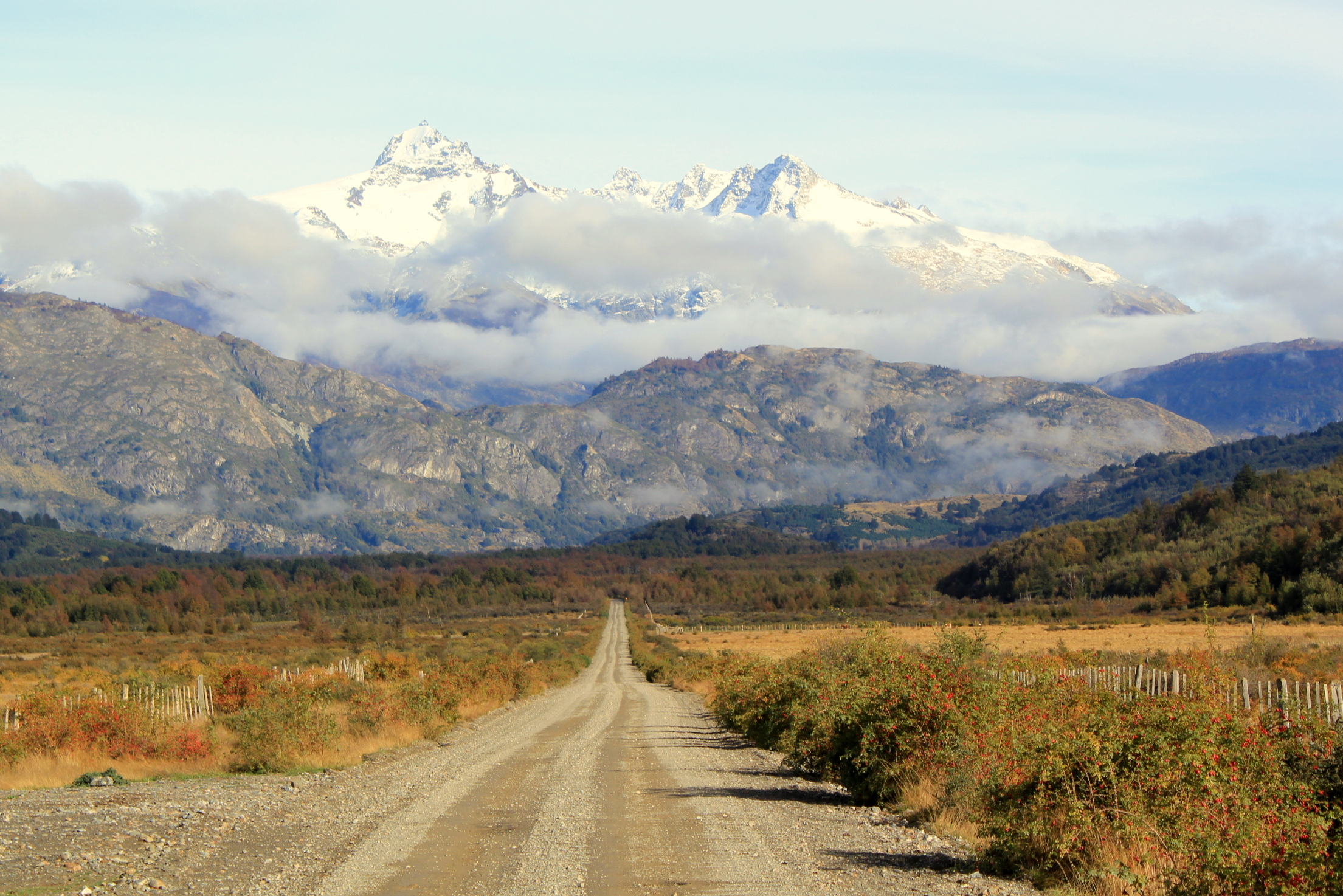
Bergslandskap nära Lago General Carrera
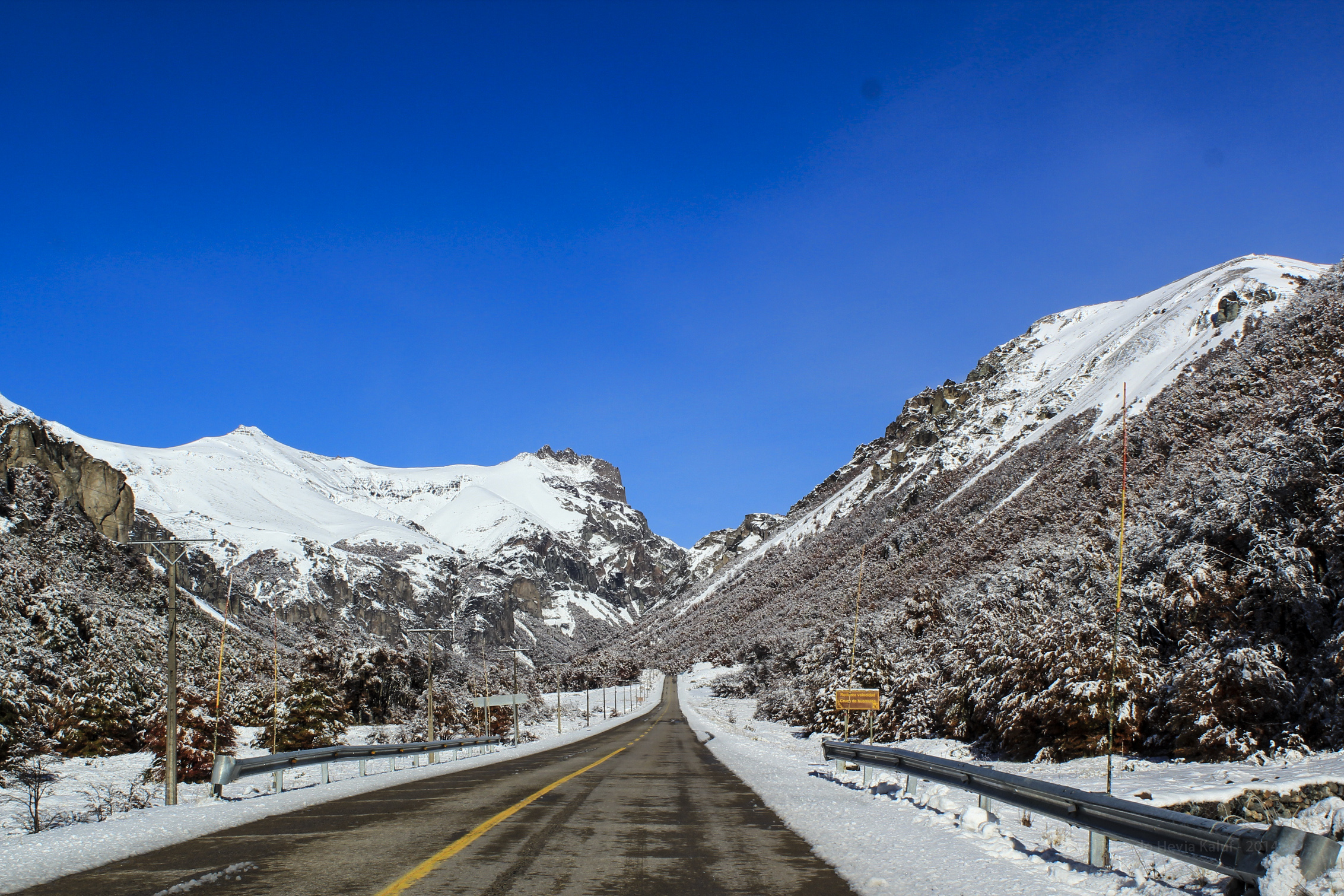
Reserva Nacional Cerro Castillo
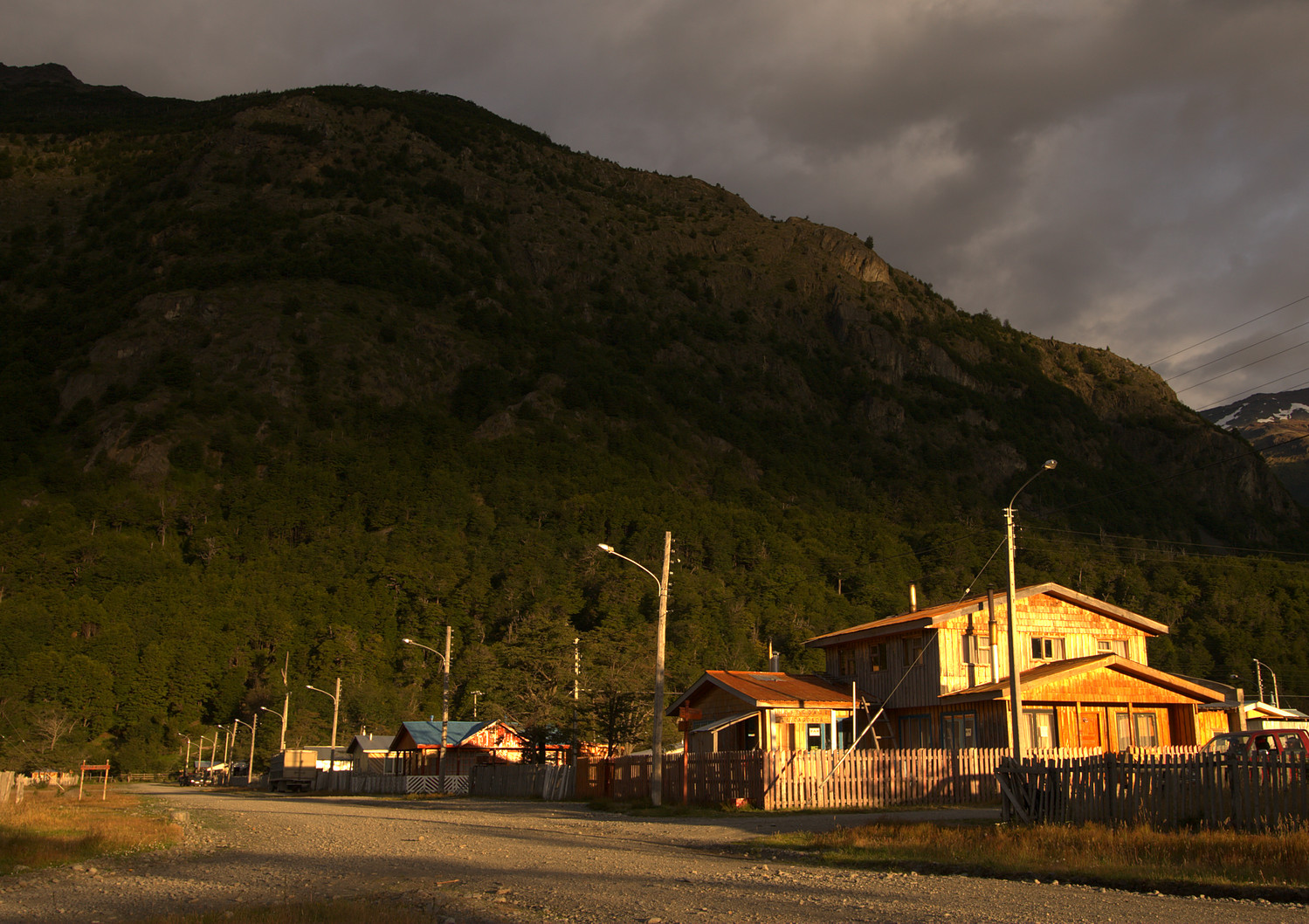
Villa O'Higgins, slutet av Carretera Austral.

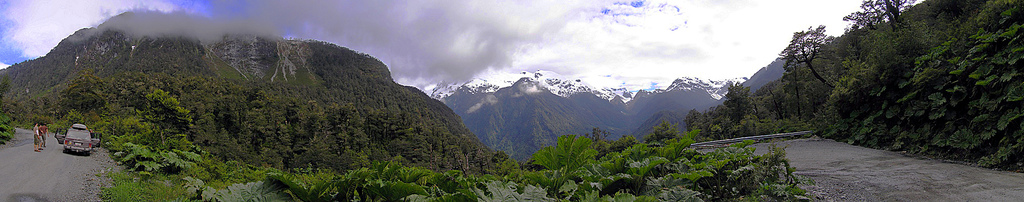
Serpentinväg i Queulat nationalpark.